# Astoria (Oregon)
Pour les articles homonymes, voir Astoria.

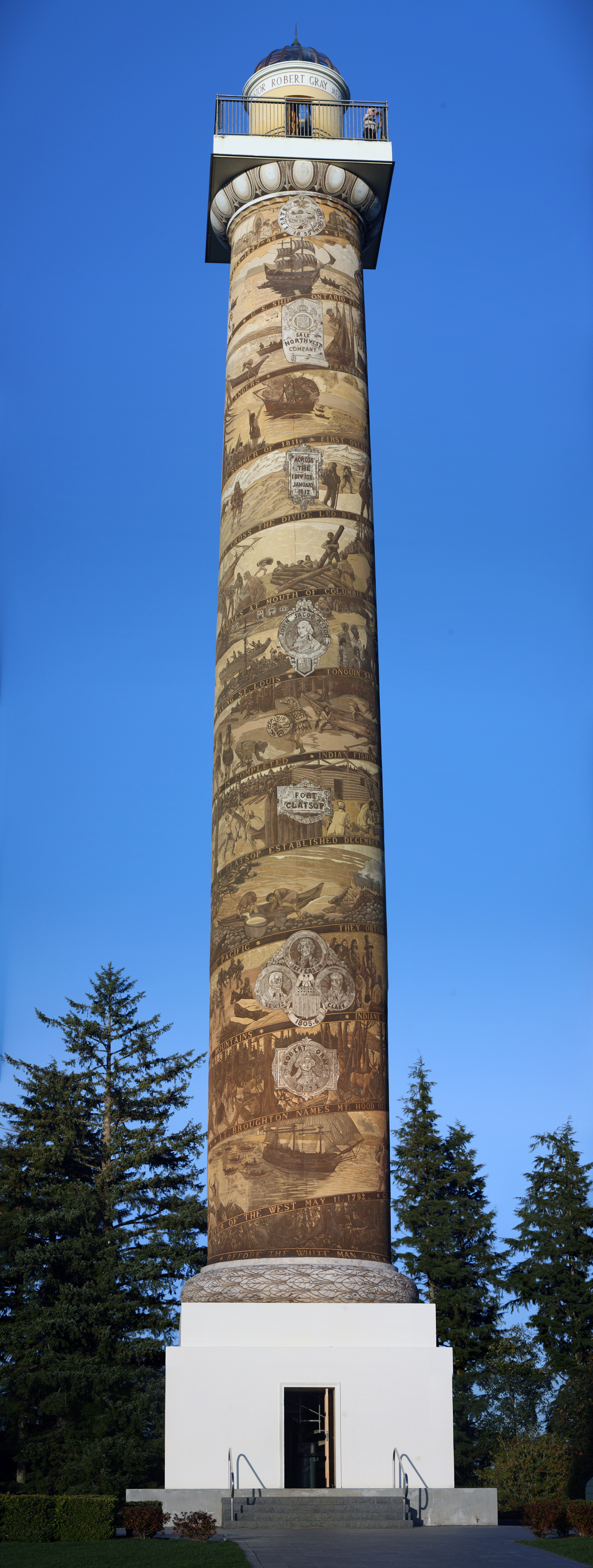
La colonne d'Astoria.

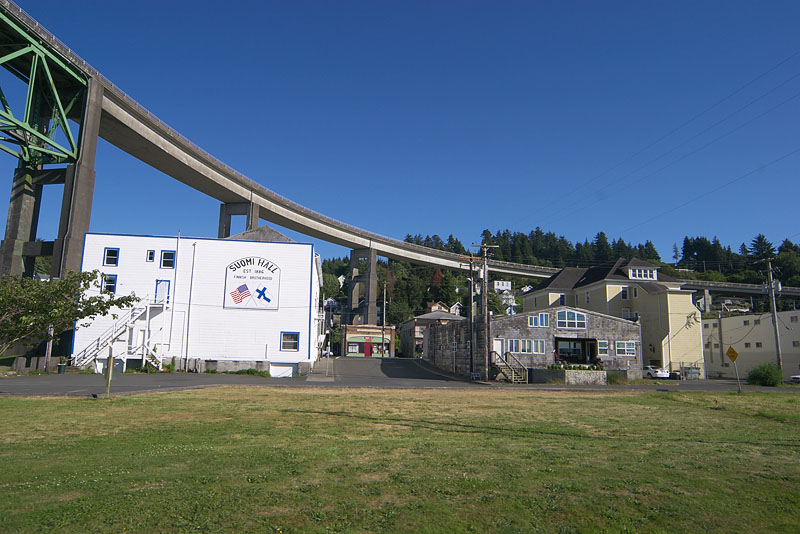
Le Suomi hall, festival de rencontre des émigrants d'origine finlandaise aux États-Unis.

Astoria est située à l'embouchure du Columbia.

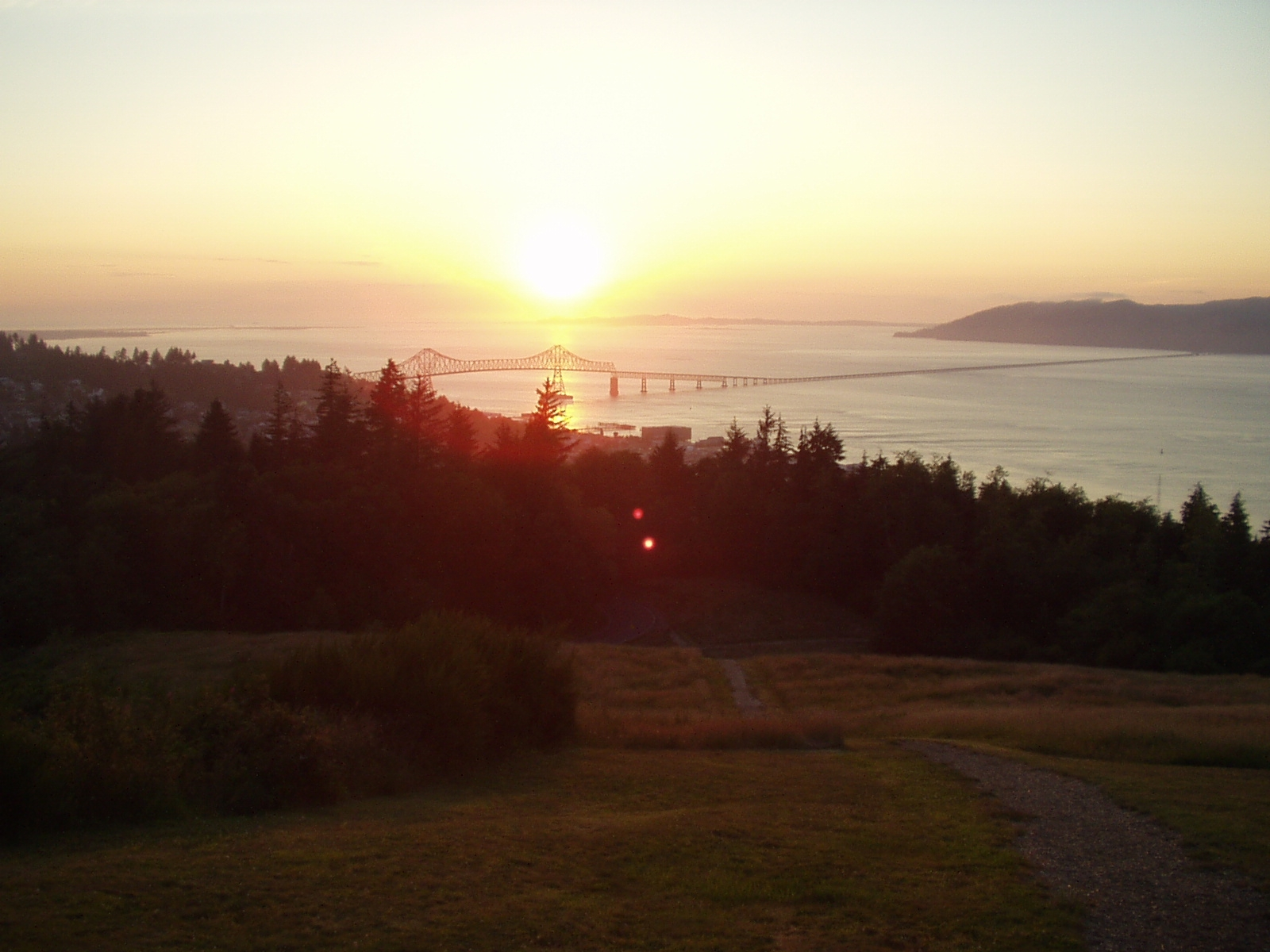
Coucher de soleil à Astoria sur l'embouchure du fleuve Columbia.

Astoria est une ville des États-Unis, siège du comté de Clatsop dans l'Oregon. Elle couvre une surface de 27,5 km2 et se situe à l'embouchure du fleuve Columbia. Elle avait une population qui s'élevait à 9 477 habitants lors du recensement de 2010. La ville tient son nom du fort Astoria, fondé en 1811 par l'American Fur Company, compagnie détenue par John Jacob Astor, un riche investisseur new-yorkais.

## Histoire
L’expédition Lewis et Clark a passé l’hiver 1805-1806 à Fort Clatsop, une petite structure en rondins à 8 kilomètres au sud-ouest de l’actuelle Astoria. Le Fort Astoria a été la première colonie américaine permanente à l’ouest des montagnes Rocheuses. Il a ensuite été utilisé comme revendication américaine dans le différend frontalier de l’Oregon avec les nations européennes.

## Transports
On y trouve le Pont Astoria-Megler, entre Astoria et Megler, un des ponts remarquables aux États-Unis d'Amérique, traversant le fleuve Columbia.
Astoria a possédé un tramway à traction hippomobile, entre 188x et ?, puis à traction électrique, de ? au 7 décembre 1922, jour de la destruction du centre-ville par un incendie le 8 décembre 1922. Le service ne fut jamais rétabli.
Astoria possède plusieurs gares d'Amtrak :
- Mini Mart Bus Stop - Oregon Coachways (code Amtrak : ARI),
- Train Station Bus Stop - Amtrak station (code Amtrak : ARO),
- Transit Center Bus Stop (code Amtrak : ART).

La ville possède également un aéroport régional:  l'aéroport régional d'Astoria (code AITA : AST).

## Climat
| Mois                              | jan.  | fév.  | mars  | avril | mai  | juin | jui. | août | sep. | oct.  | nov.  | déc.  | année  |
| --------------------------------- | ----- | ----- | ----- | ----- | ---- | ---- | ---- | ---- | ---- | ----- | ----- | ----- | ------ |
| Température minimale moyenne (°C) | 3     | 3     | 4     | 5     | 7    | 10   | 12   | 12   | 10   | 7     | 4     | 3     | 6,67   |
| Température moyenne (°C)          | 6     | 7     | 8     | 9     | 11,5 | 14   | 15,5 | 16   | 15   | 11,5  | 8     | 6     | 10,63  |
| Température maximale moyenne (°C) | 9     | 11    | 12    | 13    | 16   | 18   | 19   | 20   | 20   | 16    | 12    | 9     | 14,58  |
| Précipitations (mm)               | 244,3 | 199,9 | 187,2 | 125,2 | 83,3 | 65,3 | 29,5 | 30,7 | 66,3 | 142,5 | 266,7 | 264,2 | 142,09 |

## Cinéma
- Le film Sauvez Willy, réalisé par Simon Wincer, se déroule dans la ville d'Astoria. Les scènes de la maison des Greenwood ont été tournées à Astoria (scènes intérieures et extérieures).
- Le robot Numéro 5 du film Short Circuit aurait été construit dans une filiale d'une société militaire installée à Astoria.
- Le film Les Goonies, réalisé par Richard Donner, se déroule dans la ville d'Astoria.
- Le film Un flic à la maternelle, réalisé par Ivan Reitman, se déroule dans la ville d'Astoria.
- Le film Le Cercle 2 réalisé par Hideo Nakata se déroule et a été filmé en grande partie à Astoria.
- Le film La Vie rêvée de Miss Fran réalisé par Rachel Lambert a été filmé en grande partie à Astoria.

## Jumelage
- Walldorf (Allemagne), depuis 1963.

## Personnalités liées à la ville
- Donald Malarkey (1921-2017), militaire américain membre de la Easy Company, est né à Astoria.